# Till Now
『Till Now』（ティル・ナウ）は1981年4月21日に発売された、やしきたかじんの1枚目のベスト・アルバム。
1994年6月22日にはCDで再発された。

## 収録曲
「砂の十字架」のヒットを受け企画された初のベスト・アルバム。
歌詞カードには、たかじん自らによるコメントが収載。
1. 砂の十字架（4：56）
作詞・作曲：谷村新司　編曲：青木望
2. ゆめいらんかね（3：55）
作詞：荒木十章　作曲：家鋪隆仁　編曲：クニ河内
3. ながばなし（4：34）
作詞：荒木十章　作曲：やしきたかじん　編曲：馬飼野俊一
4. 近頃の人生（2：51）
作詞：荒木十章　作曲：やしきたかじん　編曲：馬飼野俊一
5. 過ぎゆく暮し（4：50）
作詞：荒木十章　作曲：家鋪隆仁　編曲：クニ河内
6. 秋の手紙（3：59）
作詞：荒木十章　作曲：家鋪隆仁　編曲：クニ河内
7. 今宵（5：28）
作詞：荒木十章　作曲：家鋪隆仁　編曲：クニ河内
8. Walking On（3：20）
作詞：いなばきみこ　作曲：やしきたかじん　編曲：牧田和男
9. ミナの物語（3：13）
作詞：荒木十章　作曲：家鋪隆仁　編曲：クニ河内
10. 明日になれば（5：43）
作詞：来生えつこ　作曲：やしきたかじん　編曲：若草恵